# Eiji tamura
Eiji tamura, EIJI TAMURA DOG ART（タムラ エイジ、1972年 - ）は、ドッグアートペインター。
東京都出身。

## 概要
20代の頃旅していたニューヨークやロサンゼルスのストリートアートに影響を受け、ポップなカラーの犬だけを描くドッグアーティスト。
東京をベースに日本各地やニューヨークなどでの個展や合同展で作品を発表。また、日本各地のカフェやインテリアショップなどの壁面のウィールアートも各地で描いている。